# Пригоди Перця
«Пригоди Перця» (рос. Приключения перца) — радянський перший анімаційний фільм 1960 року Творчого об'єднання художньої мультиплікації студії Київнаукфільм, режисери — Ірина Гурвич, Іполит Лазарчук. Мультфільм створений за мотивами сюжетів сатиричного журналу «Перець».  Мультфільм озвучено російською і українською мовами (українська версія не збереглася).

## Сюжет
Риби телефонують у редакцію журналу «Перець» і просять допомоги. Через забруднення річки вони задихаються. Перець спершу не розуміє, чому телефонують до нього, але потім погоджується допомогти. Взявши свого пса Грайка, Перець їде на мотоциклі до річки та спускається під воду. Він переконується, що риби хворіють, бо завод на березі зливає у річку відходи.
Перець закриває трубу шиною від мотоцикла, трубу прориває та затоплює адміністрацію заводу. Проте керівників заводу немає на місці. Сторож пояснює перцю, що директор, заступник і секретарка (яка також взяла свого малого сина) поїхали відпочивати. Перець їде на їх пошуки в ліс.
Негідники брешуть Перцеві, що вони мирно відпочивають, але насправді займаються браконьєрством і пиячать. Грайко вдає з себе оленя, а п'яні директор і заступник не помічають обману та потрапляють у засідку, де їх схоплює ведмідь. Хлопчик тим часом спричиняє пожежу. Лісові звірі, птахи та риби гасять вогонь. Перець виправляє завдану лісу шкоду та вимітає браконьєрів мітлою. Наприкінці він отримує інший дзвінок з проханням про допомогу.

## Створення
«Пригоди Перця» був першим фільмом новоствореного цеху художньої мультиплікації при студії «Київнаукфільм». Оскільки працівники цеху не мали великого досвіду створення художньої анімації, фільм знімали 2 роки. Під час зйомок молодим українським аніматорам допомагали досвідчені колеги зі студії «Союзмультфільм», а дещо вони винаходили самі. Мультфільм озвучено російською мовою, а пісні — українською.
Євген Сивокінь так згадує про процес створення цього фільму:

| «...кілька молодих людей, приблизно мого віку, займалися кожен своєю справою: хтось малював на аркуші паперу головних героїв майбутнього фільму — Перця та його вірного помічника спанієля, хтось робив кумедні гримаси, дивлячись в люстерко, яке було на кожному робочому столі аніматора, і швидко замальовував своє зображення, а хтось, заплющивши очі, натискав на кнопку секундоміра і програвав у своїй уяві майбутню сцену, яку мав намалювати, вимірюючи її у часі з точністю до частки секунди. Йшла робота над фільмом «Пригоди Перця», з якого мало починатися відродження української анімації.»[1] |

## Над фільмом працювали
- Автори сценарію: Федір Маківчук, Павло Глазовий, Микола Білкун;
- Режисери-постановники: Ірина Гурвич, Іполит Лазарчук;
- Композитор: Оскар Сандлер;
- Художник-постановник: Яків Горбаченко;
- Оператор: Григорій Островський;
- Звукооператори: Ігор Погон, Р. Пекар;
- Художники-мультиплікатори: Володимир Арбеков, Володимир Дахно, Марк Драйцун, Кирило Малянтович, Євген Рабинович, Леонід Телятніков, Оксана Ткаченко, Борис Храневич, Давид Черкаський;
- Художники-декоратори: Л. Гриценко, Юрій Добров, М. Малова;
- Асистенти режисера: Цезар Орщанський, Алла Криворотенко;
- Редактор: Таїсія Дмитрук.

### Ролі озвучували:
- Володимир Гуров;
- Неоніла Гнеповська;
- Н. Зоценко;
- Людмила Козуб;
- Григорій Лойко;
- Габріель Нелидов;
- Л. Солошин.